# Срірача

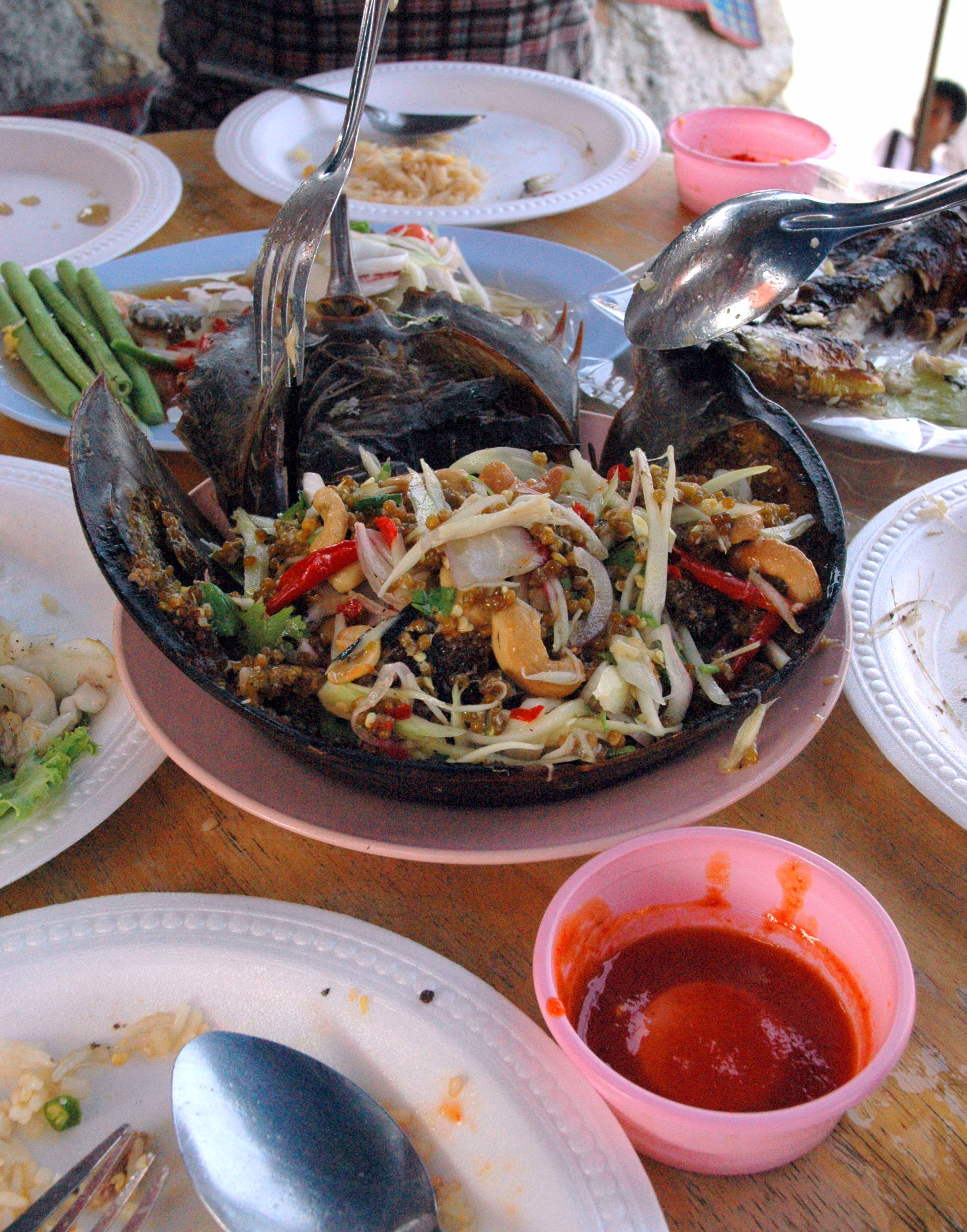
Срірача на столі з морепродуктами

Срірача, сірача, шрираша (тай. ศรีราชา) — вид соусу з червоного перцю, оцту, часнику, цукру і солі.

## Назва

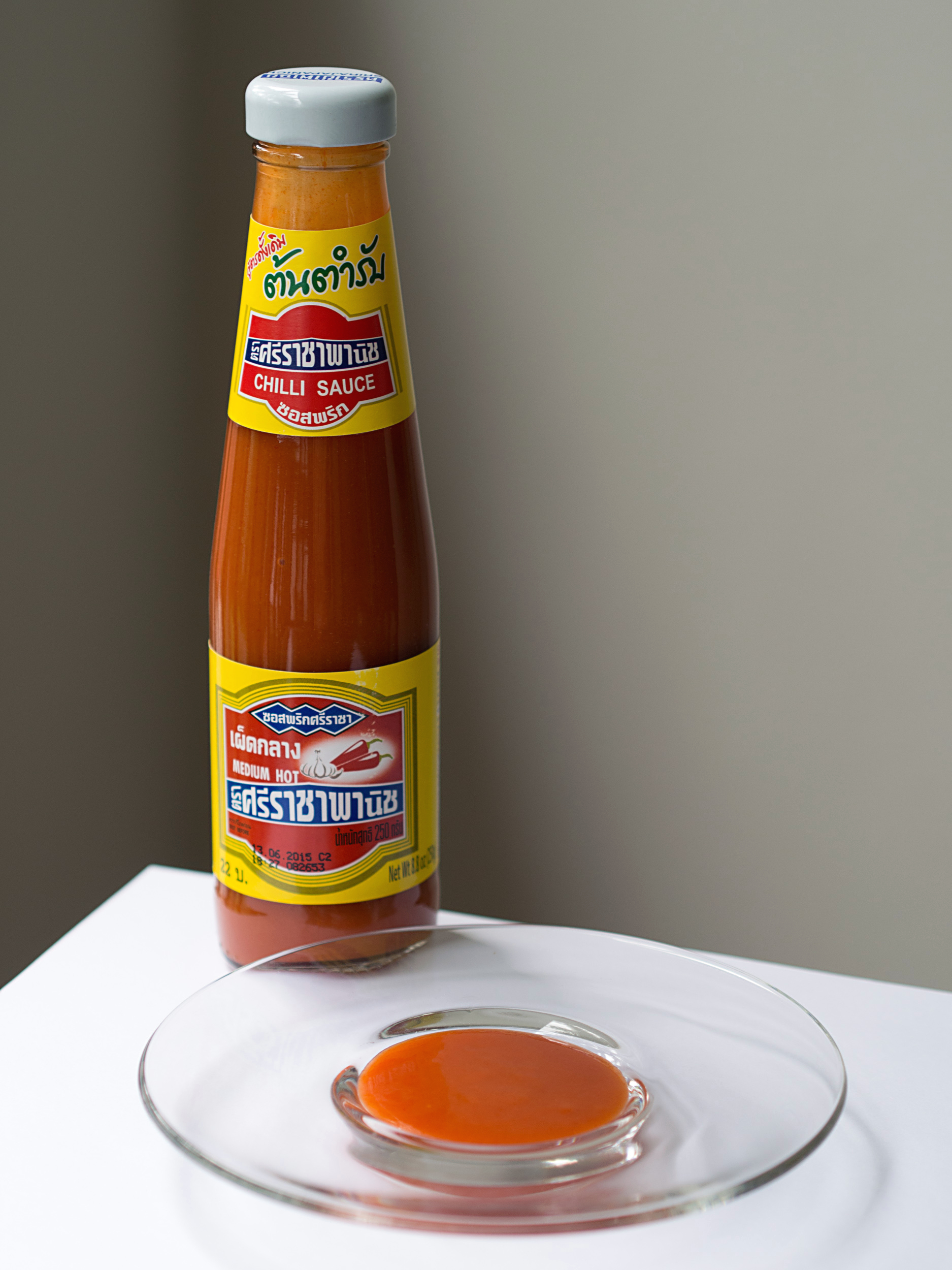
Срірача в пляшці

Отримав ім'я за назвою міста Сірача у провінції Чонбурі, Таїланд, де він вперше був виготовлений.

## Історія
Існує кілька версій щодо походження соусу. Одна з них приписує рецепт срірачі жінці з міста Сірача Тханом Чаккапак у 1930. Інша говорить, що соус зробили працівники з М'янми. Відповідно до інтерв'ю продавчині магазину Тхават Віпхісамакун на прізвисько А Пе через якийсь час інший покупець почав масово викуповувати оцет, перець та інші інгредієнти і виготовляти свій соус під назвою «Si Racha Phanich».

## Використання
Подається як дип-соус (нам пхрік) до морепродуктів у Таїланді. Додається при приготуванні супу йентафу. У В'єтнамі застосовується як приправа до пхо, смаженої локшини, спрінг-ролів.
В США його інколи називають півнячим соусом (англ. rooster sauce) через зображення півня на етикетці. Виробництво соусу у 1980 роках в США розпочав емігрант із В'єтнаму Давід Трен (David Tran). Багато фастфудів запровадили срірачу у своє меню (Wendy's, Applebee's, P.F. Chang's, Jack in the Box, McDonald's, Subway, Taco Bell, White Castle, Gordon Biersch, Chick-fil-a, Firehouse Subs, Noodles & Company, Starbucks та Burger King).

## У культурі
У 2013 році Гріффін Гаммонд випустив документальний фільм Срірача про походження та виробництво соусу.